# Fabrice Pataut
Œuvres principales
- Realism, Decidability and the Past (1996)
- Aloysius (2001)
- Trouvé dans une poche (2005)
- Reconquêtes (2011)

Fabrice Pataut est un philosophe et écrivain français né en 1957 à Saint-Cloud.

## Biographie
Fabrice Pataut a fait ses études secondaires à Paris, aux lycées Henri IV, Victor Hugo et Fénelon. Il a d’abord étudié la philosophie à l’université Paris 1 avec Jean-Toussaint Desanti et Jacques Bouveresse, puis à Los Angeles, à l’université de Californie du Sud, avec Hartry Field, Brian Loar et Dallas Willard. Après plusieurs années passées aux États-Unis, il est revenu à Paris en 1989 où il est aujourd’hui chargé de recherche au Centre national de la recherche scientifique. Il codirige avec Francesca Poggiolesi le Séminaire de recherche en philosophie des mathématiques et de la logique, commun à l’Institut d’Histoire et de Philosophie des Sciences et des Techniques et au groupe de recherches Sciences, Normes, Décision du CNRS.
Il a été boursier de la Fondation Singer-Polignac, boursier Lavoisier du Ministère des Affaires étrangères et boursier de la von Humboldt Stiftung. Il a effectué des séjours de recherche avec Andreas Kemmerling au Seminar für Philosophie und Wissenschatstheorie de l’université de Munich et au Philosophisches Seminar de l’université de  Heidelberg.
Il a organisé le Paul Benacerraf Workshop au Collège de France en 2012, et la Michael Dummett Paris Conference à l’Institut d’Histoire et de Philosophie des Sciences et des Techniques et à l’Institut Henri Poincaré en 2014.

## Philosophie

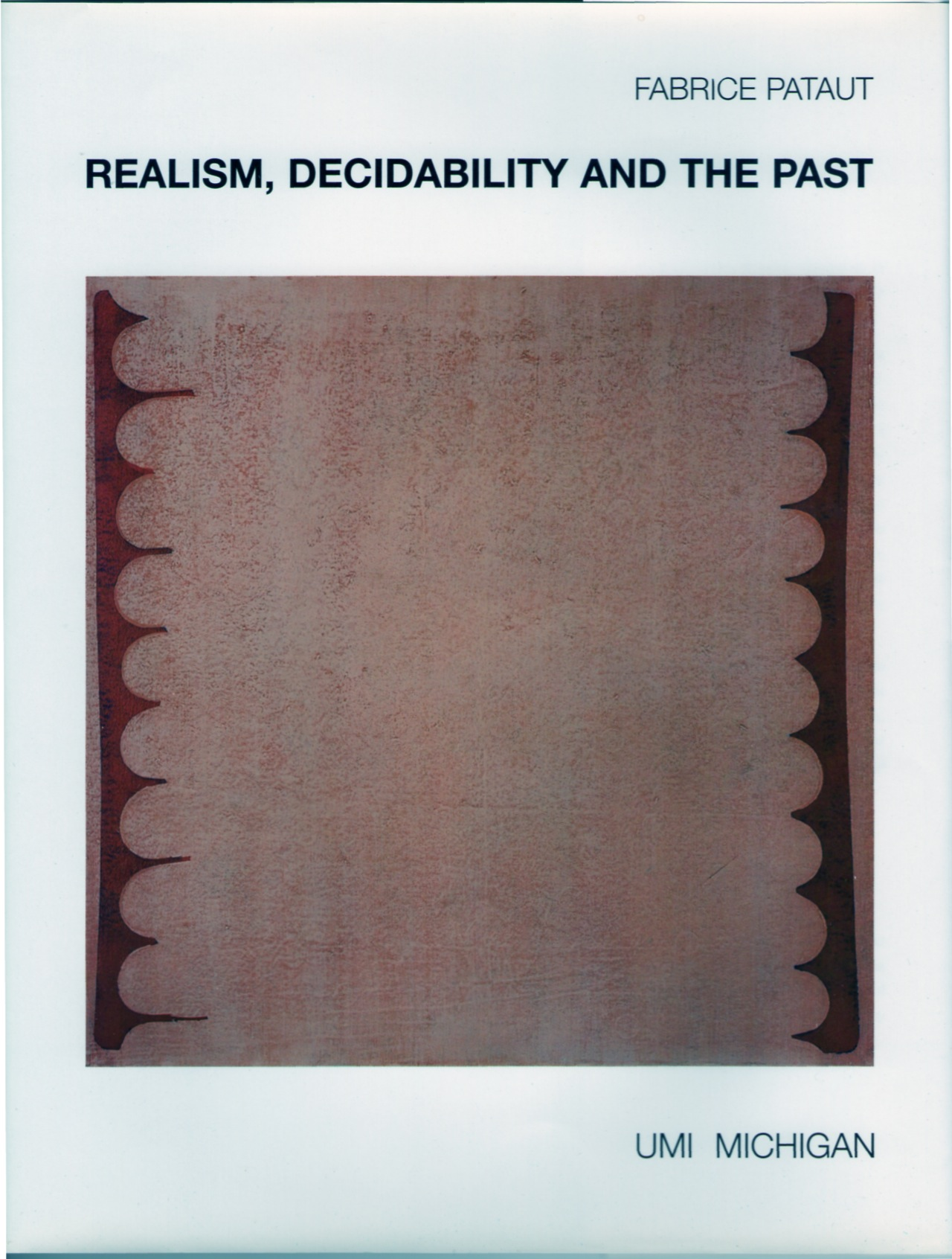
Couverture de Roland Sirletti

Fabrice Pataut a proposé une réponse à l’argument antiréaliste développé par Michael Dummett pour le cas du passé (voir Realism, Decidability and the Past,  et “Anti-realism about the Past” ), ainsi qu’une réponse au même type d’argument appliqué au cas de l’éthique (voir ” Vérité morale et justification morale" et, avec Michael Dummett, “Truth, Meaning, Modalities and Ethics”). Pour chaque cas (les événements passés, les valeurs morales), l’indépendance des vérités (historiques, éthiques) relativement à la possibilité de leur reconnaissance au vu de nos capacités cognitives sous-optimales est défendue. Par ailleurs, il a discuté les rapports entre l’antiréalisme sémantique et la théorie davidsonienne de l’interprétation (voir ”Vérité objective, vérité reconnue, vérité partagée”), et la pertinence des résultats gödéliens d’incomplétude pour le même antiréalisme (voir ”Incompleteness, Constructivism and Truth”). En réponse aux objections de Benacerraf quant à l’utilisation frauduleuse des résultats métamathématiques, il a argumenté en faveur d’une conclusion anti-computationaliste faible dérivée du premier théorème d’incomplétude de Gödel (voir ”In Defence of a Princess Margaret Premise” in Truth, Objects, Infinity: New Perspectives on the Philosophy of Paul Benacerraf). Ses recherches portent en règle générale sur la querelle du réalisme dans les domaines de la philosophie du langage, de la philosophie de la logique, et de la philosophie des mathématiques.
Il a traduit de l’anglais vers le français Simon Blackburn, Michael Dummett, Paul Feyerabend, Paul Grice, Richard Mervyn Hare, John Stuart Mill, Mark Platts, Willard Van Orman Quine et Richard Wollheim ; et du français vers l’anglais les six conférences sur les fondements des mathématiques données par Brouwer à l’université de Genève en 1934, à paraître chez Springer dans les Complete Philosophical Writings of L. E. J. Brouwer sous la direction de Mark van Atten et Dirk van Dalen.

## Littérature

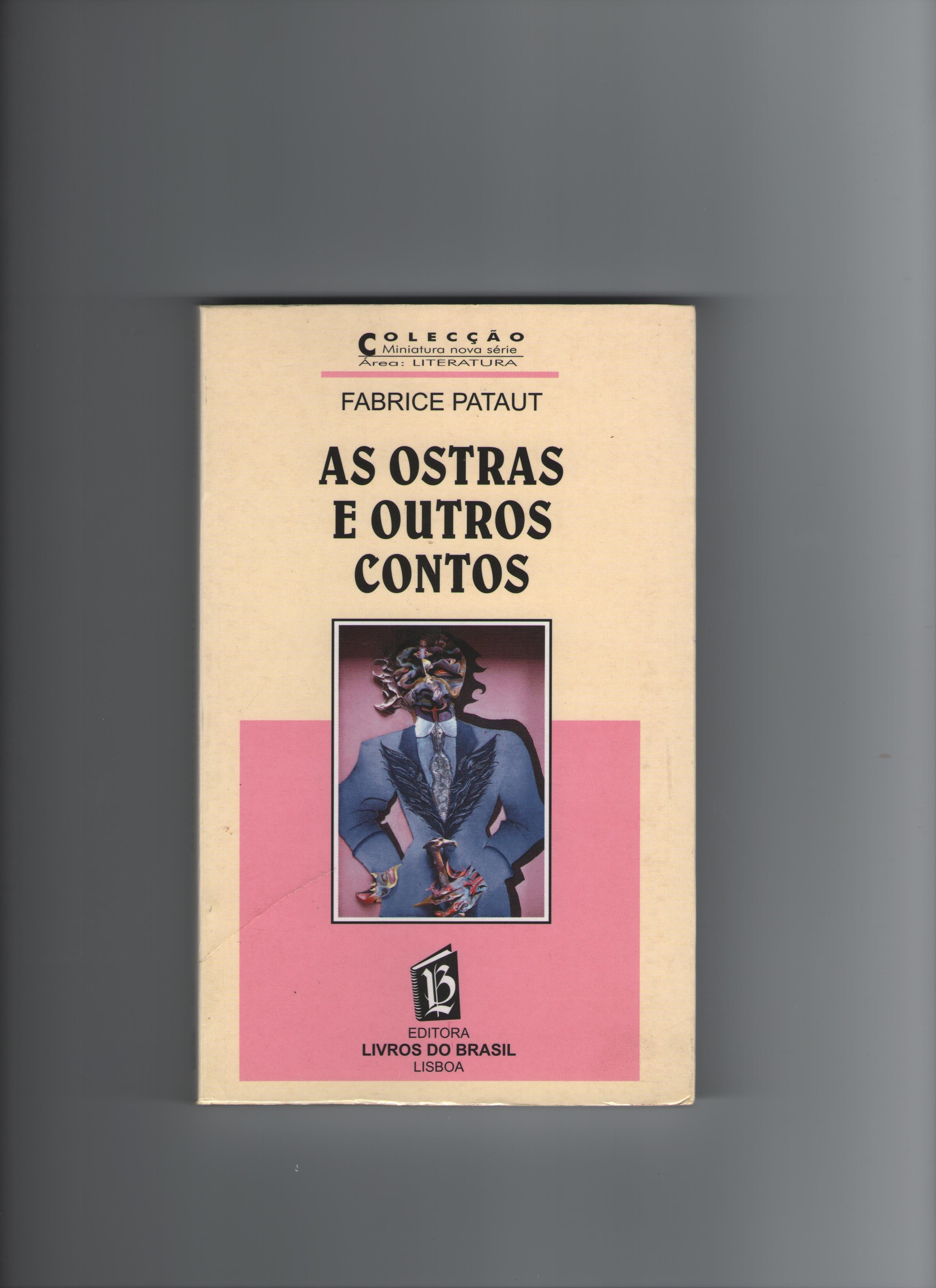
Couverture de Gilles Ghez pour l'édition originale de 2000

Ses nouvelles ont d’abord été publiées sous la forme de beaux livres illustrés par Gilles Ghez (Cinq portraits de Lol, Les gants aux mains d’I., Le Rhin) ainsi que dans les revues Digraphe, Travioles, L’Arsenal et Ça Presse, avant d’être réunies en traduction portugaise sous le titre As Ostras e Outros Contos en 2000,. Son recueil Trouvé dans une poche a reçu le prix de la nouvelle de l’Académie française en 2005 , ,,. Un second recueil de nouvelles, Le Cas Perenfeld, est paru aux éditions Pierre-Guillaume de Roux en 2014, puis un troisième, Un jeudi parfait, également aux éditions Pierre-Guillaume de Roux, en 2018.

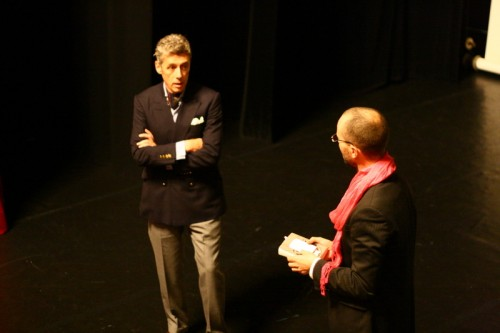
Au festival Ciné-Ville 'Paris-Los Angeles' pour une projection de Mullholland Drive de David Lynch à l'occasion de la publication de Reconquêtes

Son premier roman, Aloysius, a été unanimement salué par la critique,,,,. Tennis, socquettes et abandon, publié deux ans plus tard, proposait un récit "raffiné, complexe, ironique et lumineux"; ses deux premiers chapitres ont été traduits en arabe à l’initiative de Gamal Ghitany. En haut des marches, plus intimiste, a été remarqué pour son mélange de nostalgie et de perversité ,,. Pour son quatrième roman, Reconquêtes, la critique a fait état de parallèles avec Nabokov, De Lillo et le premier Pynchon,,.
Gérard Courant a filmé sa lecture des premières pages de Valet de trèfle, son cinquième roman, pour la série Lire (Lire n° 108), ainsi que son portrait pour l'anthologie cinématographique Cinématon (Cinématon n° 2938). Vidéos (2003), Reconquêtes (2011) et Valet de trèfle (2015) forment une trilogie californienne.

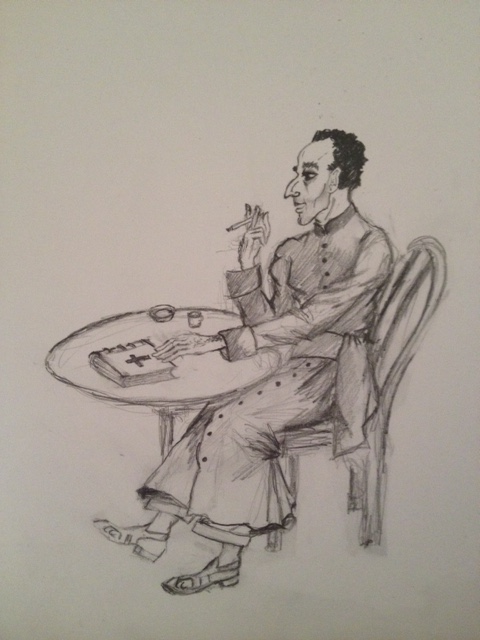
Dessin de Gilles Ghez pour Valet de trèfle, 2015

Fabrice Pataut a également collaboré avec des peintres. Outre les ouvrages illustrés par Gilles Ghez, peintre proche du mouvement surréaliste, il a collaboré avec Roland Sirletti sous la forme d’une plaquette, Sirletti, publiée à l’occasion d’une exposition du peintre à la galerie Alessandro Vivas à Paris en 1996. La nouvelle "I presume" a été écrite pour le volume Les théâtres immobiles, édité par René de Ceccaty et publié en 2008 en hommage au travail plastique de Marie-Claude de Brunhoff. "Messac exaucé" a été écrit pour le peintre et sculpteur Ivan Messac, lié au mouvement de la figuration narrative ; le texte fait partie du catalogue de l’exposition Pessoa é um Outro qui s’est tenue à la galerie Antonio Prates à Lisbonne du 9 mai au 9 juin 2008. Par ailleurs, deux ouvrages bilingues avec des illustrations de son fils Louis ont été publiés en tirage limité : Le Diptyque Paris-New York/Paris- New York Dyptich, à Vernon en 2008 (français/anglais), et The Tiger from Malamocco/La Tigre di Malamocco, à Venise en 2012 (anglais/italien).
Il a par ailleurs traduit la poésie de Paul Bowles, D. H. Lawrence et Jeremy Reed.

## Œuvres

### Romans
- Aloysius, Buchet/Chastel, Paris, 2001 ; Collection ”Motifs” no 327, avec une préface d’Alberto Manguel et une postface de l’auteur, Le Rocher, 2009
- Tennis, socquettes et abandon, Buchet/Chastel, Paris, 2003
- En haut des marches, Seuil, Collection ”Fiction et Cie”, Paris, 2007
- Reconquêtes, Pierre-Guillaume de Roux, Paris, 2011
- Valet de trèfle, Pierre-Guillaume de Roux, Paris, 2015

### Nouvelles
- As Ostras e Outros Contos, traduction portugaise de Clarisse Tavares, Livros do Brasil, Lisbonne, 2000
- Vidéos, Le Rocher, Paris, 2003
- Trouvé dans une poche, Buchet/Chastel, Paris, 2005, Prix de la nouvelle de l'Académie Française
- Le Cas Perenfeld, Pierre-Guillaume de Roux, Paris, 2014
- Un jeudi parfait, Pierre-Guillaume de Roux, Paris, 2018

### Beaux livres illustrés à tirage limité
- Cinq portraits de Lol, avec cinq lithographies originales et un rhodacote original de Gilles Ghez, URDLA, Villeurbanne, 1991
- Les gants aux mains d’I., avec une eau-forte de Gilles Ghez, Manière noire éditeur, Reviers, 1996
- Le Rhin, avec deux linogravures et vingt-deux dessins originaux de Gilles Ghez en fac-similé, Manière noire éditeur, Vernon, 2002
- Le Diptyque Paris-New York/Paris-New York Dyptich, avec deux dessins de Louis Pataut, ouvrage typographié au plomb mobile par Monique Roncerel, Vernon, 2008
- The Tiger from Malamocco/La Tigre di Malamocco, texte de Fabrice Pataut, dessins et aquarelles de Louis Pataut, traduction italienne de Norma Colombero, Graphiche Veneziane, Venise, 2012
- Narcisse, avec des illustrations originales de Gilles Ghez, Manière noire éditeur, Vernon, 2016

### Plaquette
- Sirletti, Alessandro Vivas Editore, Rome, 1996

### Édition (Littérature)
- Poésie et Dandysme, préface et choix de poèmes d’Alexandre Pouchkine à Jeremy Reed, Poésie 1, no 25, Le Cherche Midi, Paris, 2001.

- La nouvelle bibliothèque d’Alexandrie, textes de Luciano Canfora, Gamal al-Ghitany, Gérald Grunberg, Christoph Kapeller, Alberto Manguel, Fabrice Pataut et Ismael Serageldin, photographies du Centre d’Études Alexandrines et de Gerald Zugman, Buchet/Chastel, Paris, 2003

### Thèses de doctorat
- Réalisme, antiréalisme et manifestabilité de la compétence sémantique, Université Paris 1 Panthéon-Sorbonne  (ISSN 0294-1767), no 0150.16502/94, Lille-Thèses, 1994
- Realism, Decidability and the Past, University of Southern California, UMI [UMI number: 9636365], Ann Arbor, Michigan, 1996

### Édition (Philosophie)
- Synthese, Vol. 193, Issue 2, February 2016, Special Issue Indispensability and Explanation, D. Molinini, F. Pataut and A. Sereni, Guest Editors; articles by A. Baker, S. Baron, J. Busch and J. Morrison, S. De Bianchi, H. Galinon, J. Hunt, D. Liggins, D. Molinini, M. Panza and A. Sereni, F. Pataut, M. Plebani, A. Sereni[31]
- Truth, Objects, Infinity: New Perspectives on the Philosophy of Paul Benacerraf ;  contributions by J. Azzouni, P. Benacerraf, J. Clarke-Doane, S. Gandon, B. Halimi, J. P. Laraudogoitia, A. Leon-Sanchez and A. Leon-Mejia, M. Leng, M. Panza, F. Pataut, Ph. de Rouilhan and S. Shapiro, Springer, “Logic, Epistemology and the Unity of Science” series, Berlin, 2016

### Traductions
- John Stuart Mill : De la liberté, Presses Pocket, Collection « AGORA - Les classiques », Paris, 1990
- Michael Dummett : Philosophie de la logique, Collection « Propositions », Les éditions de minuit, Paris, 1991
- Michael Dummett, Pensieri - Interviste a cura di Fabrice Pataut, traduction italienne de Norma Colombero, De Ferrari Editore, Genova, 2004[32]